# Єжи Івановський
Єжи Івановський (пол. Jerzy Iwanowski 10 лютого (29 січня) 1876, Красне, Воронезької губернії — 28 березня 1965, Пенлеї, Велика Британія) — польський політик, громадський діяч.

## Біографія
Син Леонарда Івановського, брат Вацлава Івановського і Тадеуша Івановського. У дитинстві часто бував у родовому маєтку Лебідка, що в Лідському повіті (нині в межах села Галавічполе, Щучинський район).
Єжи Івановський Закінчив гімназію у Варшаві (1895) і Технологічний інститут в Санкт-Петербурзі (1901). Під час навчання брав участь в Польському колі народної освіти і Польській партії соціалістичній (ППС). У травні 1901 брав участь у підготовці втечі Юзефа Пілсудського з психіатричної лікарні в Петербурзі. У 1901–1903 функціонер ППС у Ченстохові, Заглембі-Домбровському та Варшаві. У січні 1903 заарештований, у ході обшуку поліція конфіскувала у нього перший номер бюлетеня «Свобода», який був надрукований в Лебідці. Сидів у Варшавській цитаделі, звідки звільнений під заставу, а в січні 1904 засланий на 4 роки в Новгородську губернію. Під час амністії 1905 вийшов на свободу, працював у ППС у Вільнюсі, знову був заарештований.
Після звільнення в 1907 Єжи Івановський працював в Москві і Петербурзі. Був членом правління білоруського видавничого об'єднання «Загляне сонце і в наше віконце».
У 1909 Івановський виїхав до Китаю, у 1918 повернувся на батьківщину. Обіймав відповідальні посади в польському уряді. У 1918–1919 міністр промисловості і торгівлі в уряді Ю. Морачевського і міністр праці і соціального забезпечення в уряді I. Падеревського. 3 жовтня 1920 до січня 1921 директор департаменту закордонних справ у Тимчасовій урядовій комісії Середньої Литви. До 1930 діяв у Товаристві польських механіків. У 1930–1935 — сенатор Польщі.
У 1930 році успадкував половину Галавічполя (друга половина належала Водейкам). Згодом Єжи Івановський побудував новий будинок на місці згорілого страго дерев'яного, а спроектував його білоруський архітектор Левон Витан-Дубейковський (цю споруду тепер називають «будинком Водейків») . Одночасно з будівництвом будинку Єжи Івановський посадив новий сад на 10 га.
На початку Другої світової війни Єжи служив підполковником Західного Війська Польського. Не пізніше 11 вересня 1939 залишив Варшаву, попрямував до Румунії, звідти — у Францію і Велику Британію, де розділив долю нової польської еміграції. Після війни — діяч еміграції у Великій Британії, голова Ліги незалежності Польщі (1950–1955).